# Uperoleia martini
Uperoleia martini es una especie de anfibio anuro de la familia Myobatrachidae. Esta rana es endémica de las zonas costeras del sudeste de Australia, en los estados de Victoria y Nueva Gales del Sur. Habita en bosques secos, zonas de matorral y pastizales. Se suele encontrar cerca de cuerpos de agua.